# Nemesnádudvar
Nemesnádudvar (Duits: Nadwar) is een plaats (község) en gemeente in het Hongaarse comitaat Bács-Kiskun. Nemesnádudvar telt 2064 inwoners (2002).